# Крукенберг, Фридрих Эрнст
Фридрих Эрнст Крукенберг (нем. Friedrich Ernst Krukenberg; 1 апреля 1871 — 20 февраля 1946) — германский врач. Брат Германа и Георга Генриха Петера Крукенбергов, внук Петера Крукенберга.
Учился в Марбургском университете, специализируясь в гинекологии и офтальмологии. В 1896 г. в статье «Über das Fibrosarcoma ovarii mucocellulare (carcinomatodes)» впервые описал опухоль Крукенберга — разновидность фибросаркомы яичников. В области офтальмологии Крукенберг описал, под руководством своего наставника,  Теодора Аксенфельда, так называемое веретено Крукенберга — веретенообразное по форме отложение пигмента на задней поверхности роговицы, которое можно использовать в качестве раннего симптома развивающейся глаукомы. В дальнейшем занимался главным образом частной медицинской практикой.